# Zingeria
Zingeria là một chi thực vật có hoa trong họ Hòa thảo (Poaceae).

## Loài
Chi Zingeria gồm các loài: